# Pranayama
Pranayama (sanskrit: प्राणायाम prāṇāyāma) är andningsövningar inom yoga. Metoden syftar till att reglera kroppens flöden av prana, livsenergi, eller prana. Enligt yogan kan man genom att styra andningen upprätta balans mellan kroppens och psykets funktioner.[källa behövs]
Till de viktigaste övningarna hör nadi shodana pranayama, som syftar till att vitalisera och rena de energikanaler som kallas nadi, varav de tre viktigaste är ida, pingala och sushumna. 
Pranayama, i första hand med en djup och långsam andning, har en lugnande inverkan på sinnet och är därför en förberedelse inför meditation. Men en fördjupad praktik sägs i förlängningen kanalisera den inneboende kundaliniernergin så att den banar väg mot samadhi.[källa behövs]
Varningar för andningsövningar är mycket vanliga i yogalitteraturen. Andningen är ett område där kroppen påverkas kraftigt utan att vi har god medvetenhet om vad som sker. Avancerade övningar rekommenderas därför endast till dem som är väl förberedda. 

## Pranayama i Yoga Sutras av Patanjali
Pranayama är den fjärde lemmen av rajayogans åtta lemmar. Den nämns i vers 2.29 i Yoga sutra av Patanjali. Patanjali beskriver sin pranayamametod i verserna 2.49 till 2.51. Andningen kontrolleras så att in- och utandning inte längre skiljer sig åt. Patanjali förklarar i verserna 2.52 och 2.53 vilka resultat övningarna för med sig; en slöja lyfts från sinnets ljus och det är redo för dharana. De övningar som Patanjali avser var förmodligen betydligt mindre komplicerade än de som används inom dagens tantra och yoga.